# Schwarzscheitel-Waldsänger
Der Schwarzscheitel-Waldsänger (Myiothlypis nigrocristata, Syn.: Basileuterus nigrocristatus) ist ein kleiner Singvogel aus der Familie der Waldsänger (Parulidae).

## Merkmale
Schwarzscheitel-Waldsänger erreichen eine Körperlänge von 13,5 Zentimetern und wiegen 11,6 bis 17,2 Gramm. Die Flügellänge beträgt beim Männchen 5,5 bis 6,5 Zentimeter, beim Weibchen 5,5 bis 6 Zentimeter. Adulte Schwarzscheitel-Waldsänger und Jungvögel ab dem ersten Jahr haben einen schwarzen Scheitelstreifen, einen breiten gelben Superciliarstreifen, der hinter dem Auge olivgrün gefärbt ist und bis zum Nacken verläuft und einen kurzen schwarzen Augenstrich. Nacken-, Wangen- und Oberseitengefieder sind olivgrün; das Unterseitengefieder hellgelb mit verwaschenen oliven Flanken und Brustseiten. Die Flügel sind dunkelbraun mit oliven Federränder. Der kurze Schnabel ist schwarz; die Beine blassorange bis orangegelb. Das Prachtkleid weicht nur geringfügig vom Ruhekleid ab. Die oliven Federränder an den Flügeln dehnen sich breiter auf den Flügel aus. Juvenile tragen ein graues bis dunkel olivgraues Kopf- und Oberseitengefieder und ein blasses olives Unterseitengefieder. 

## Vorkommen
Das Verbreitungsgebiet erstreckt sich von Venezuela über Kolumbien, Ecuador bis ins zentrale Peru. Die Vögel bewohnen paarweise oder in kleinen Gruppen Bergwälder und die Randbereiche von Nebelwäldern, dichtes Gestrüpp sowie Bambusgewächse der Gattung Chusquea, hauptsächlich in Höhen von 2600 bis 3400 Metern. In Venezuela und im Westen von Ecuador sind sie auch bis zu einer Höhe von 1500 Metern vorzufinden. Ihr aus Gras erbautes Nest legen sie am Boden an, auf einer Böschung oder auf einem moosigen Hügel. Die Brutzeit findet zwischen Januar und Oktober statt. Grobe Zeitangaben gibt es über folgende Brutgebiete: Februar in Azuay (Ecuador); Januar und Oktober in Cauca (Kolumbien); Mai bis Juli im Perijágebirge (Kolumbien); März und Juli in Nariño (Kolumbien) und im Juni wurde ein gerade flügge gewordener Jungvogel in Cundinamarca (Kolumbien) gesichtet.
Von der IUCN wird die Art als „nicht gefährdet“ (Least Concern) geführt.